# West Ham (DLR)
Pour les articles homonymes, voir West Ham.
Ne doit pas être confondu avec gare de West Ham ou West Ham (métro de Londres).
West Ham (en anglais : West Ham DLR Station), est une station de la ligne de métro léger automatique Docklands Light Railway (DLR), en zone 2 & 3 Travelcard. Elle  est située sur la Manor Road, à West Ham dans le borough londonien de Newham sur le territoire du Grand Londres.
Elle dispose d'une entrée commune et est en correspondance avec : la gare de West Ham desservie par des trains National Rail ; la station West-Ham desservie par les lignes District, Hammersmith & City et Jubilee du métro de Londres.

## Situation sur le réseau

Plan de la ligne du métro léger DLR.

Située en surface, la station West Ham (DLR) dispose d'une plateforme de passage, de la branche est-nord de la ligne de métro léger Docklands Light Railway, elle est établie entre la station Abbey Road (DLR), en direction de la station terminus Stratford International (DLR), et la station Star Lane (DLR), en direction de la station de bifurcation Canning Town (DLR),. Elle est en zone 2 et 3 Travelcard.
La plateforme dispose d'un quai central encadré par les deux voies, numérotées 3 et 4, de la ligne.

## Histoire
La station West Ham (DLR) est mise en service le 31 août 2011 par le Docklands Light Railway, lors de l'ouverture du prolongement de Canning Town à Stratford International.
En 2016, la fréquentation de la station est de 3,187 millions d'utilisateurs.

## Services aux voyageurs

### Accès et accueil
L'entrée de la station, commune avec la gare et la station du métro, est située sur la Manor Road.

### Desserte
West Ham est desservie par les rames des relations Stratford International - Beckton et Stratford International - Woolwich Arsenal,.

Installations et desserte
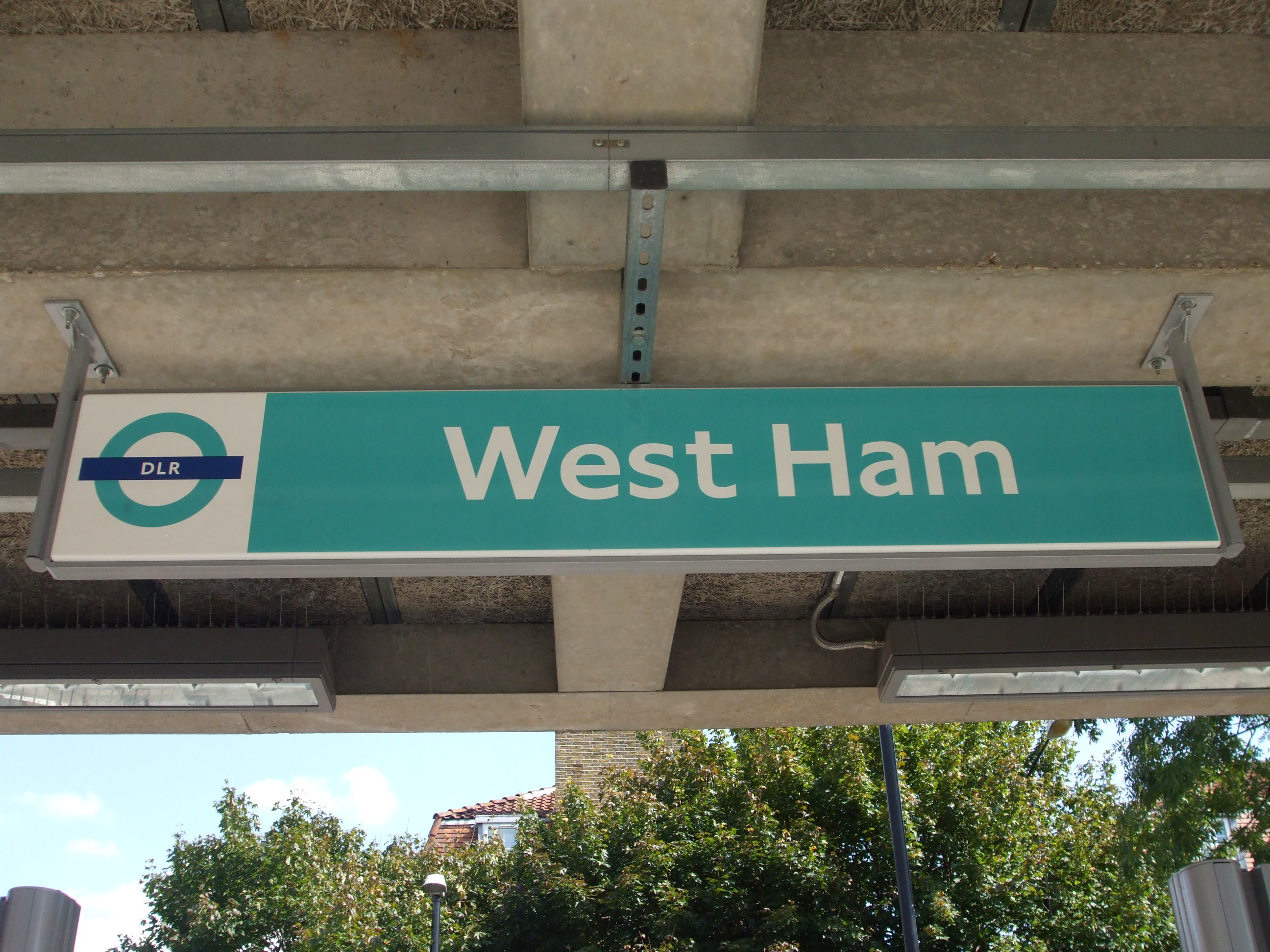
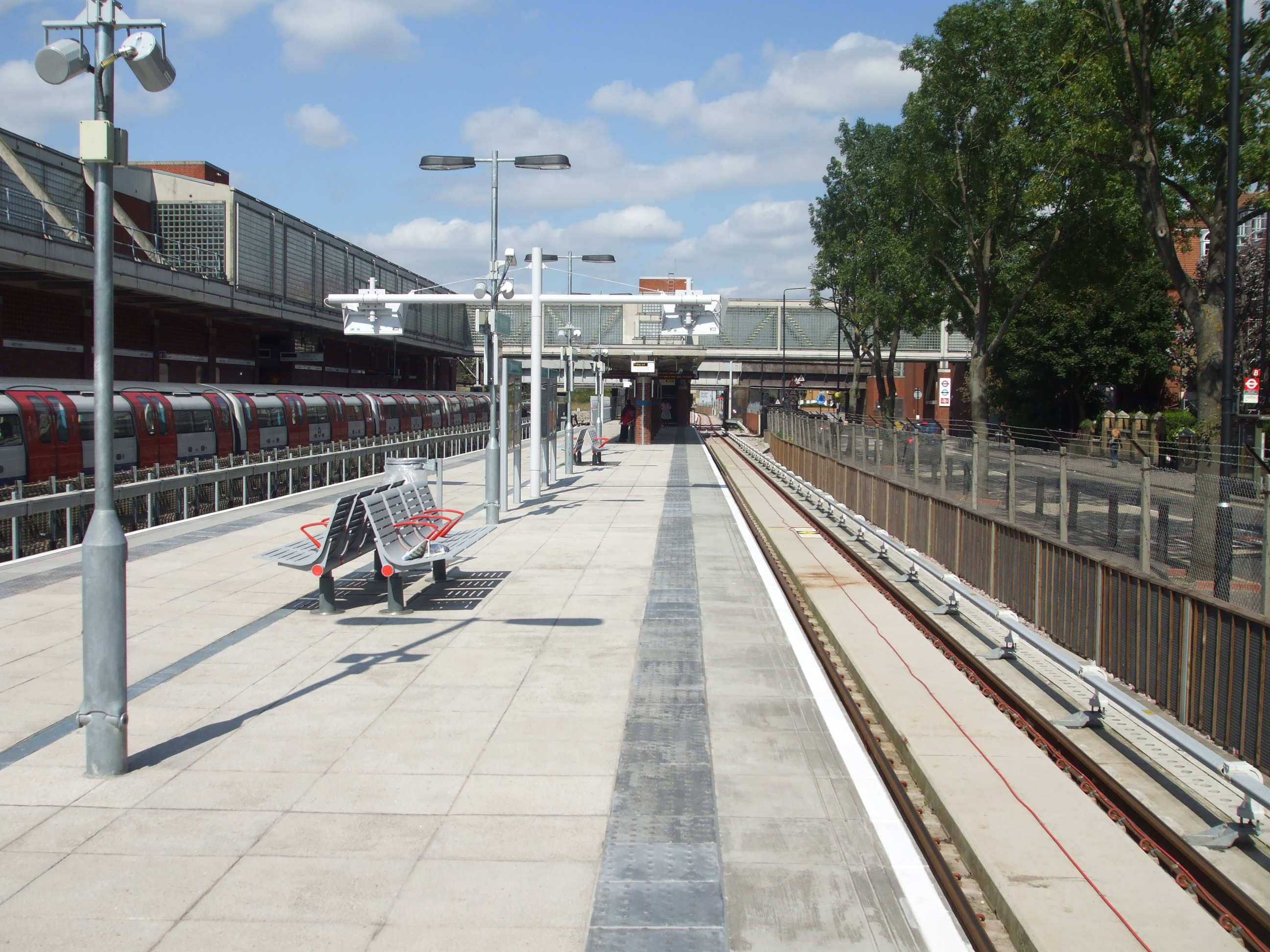
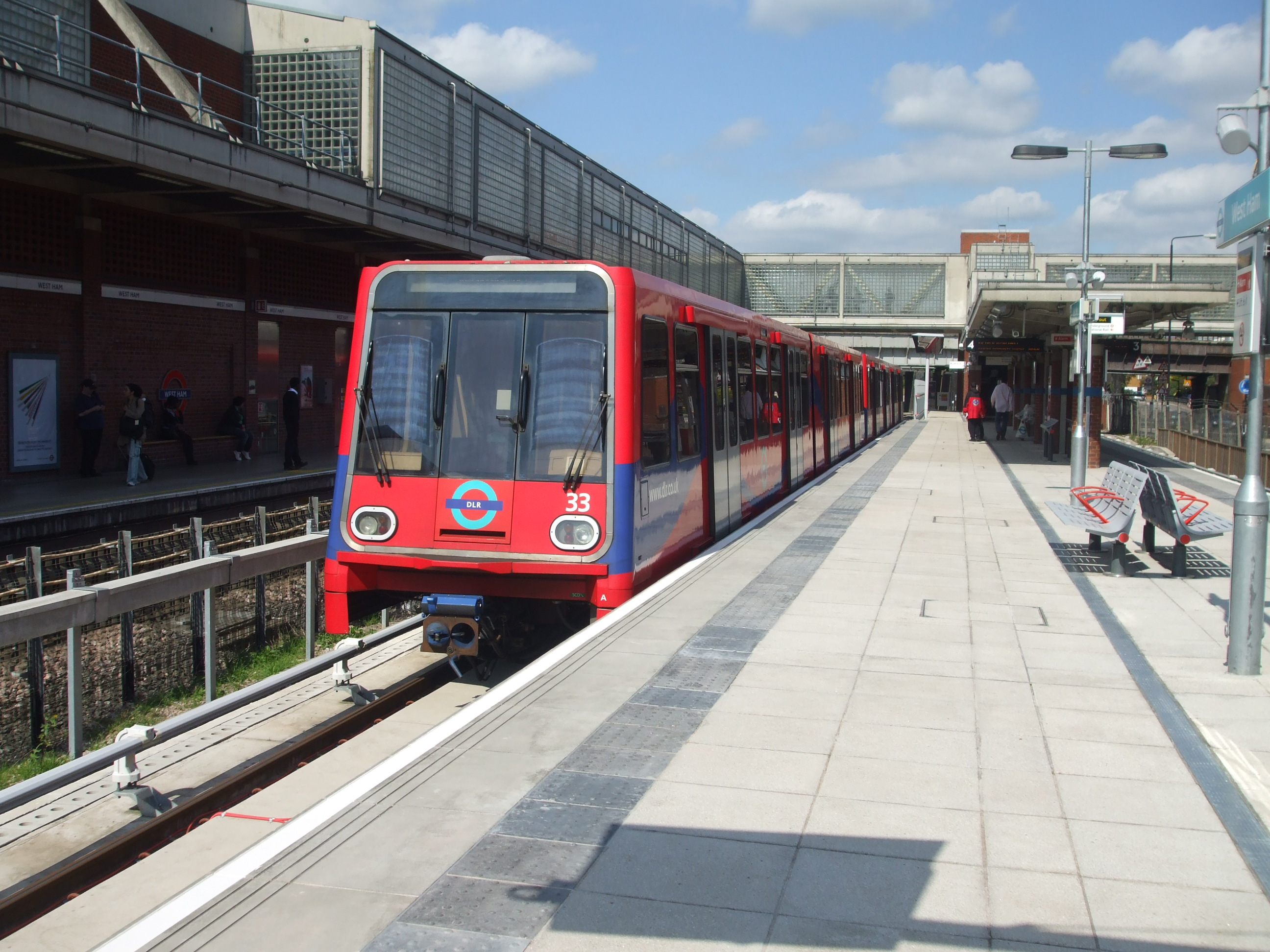

### Intermodalité
Des cheminements permettent des correspondances avec : la gare de West Ham desservie par des trains National Rail ; la station West-Ham desservie par les lignes District, Hammersmith & City et Jubilee du métro de Londres.
Des arrêts de bus sont desservis par la ligne 276.

## À proximité
- West Ham (Londres)